# Telince
Telince é um município da Eslováquia, situado no distrito de Nitra, na região de Nitra. Tem 6,84 km² de área e sua população em 2018 foi estimada em 423 habitantes.

## Demografia
| Ano:        | 1994 | 2004    | 2014    | 2024    |
| ----------- | ---- | ------- | ------- | ------- |
| Broj ljudi: | 280  | 319     | 396     | 437     |
| Razlika:    |      | +13,92% | +24,13% | +10,35% |

| Ano:               | 2023 | 2024   |
| ------------------ | ---- | ------ |
| Número de pessoas: | 434  | 437    |
| Diferença:         |      | +0,69% |